# Turon
Turon (mađ. Túrony) je selo u južnoj Mađarskoj.
Zauzima površinu od 9,40 km četvornih.

## Zemljopisni položaj
Nalazi se na 45° 54' 16" sjeverne zemljopisne širine i 18° 13' 54" istočne zemljopisne dužine, na sjevernim obroncima Viljanske planine.
Crnota je 500 m jugozapadno, Szava je 3 km zapadno-jugozapadno, Garija je 2 km zapadno-sjeverozapadno, Boštin je 3 km sjeverno-sjeverozapadno, Salanta je 2,5 km sjeverno, Nijemet je 4 km sjeverno-sjeveroistočno, Ata je 6 km sjeveroistočno, Bišira je 1,5 km istočno, Jud je 3 km jugoistočno, a Arkanj je 4 km južno.

## Povijest
Kraj je bio naseljen još u mlađem paleolitiku i brončanom dobu.
U starorimsko doba je kroz područje današnjeg Turona prolazila važna vojna cesta.
Turon se u povijesti prvi put spominje 1207. pod imenom Turul.
Temeljem dokumenata iz 1207. i 1237. je vidljivo da je Turon bio važno naselje.
Za vrijeme revolucije 1849. su mađarske snage izgubile bitku kod Turona protiv carske vojske.
Kooperativna farma iz Garije i Turona su se 1974. spojile sa salantskom kooperativnom farmom.

## Upravna organizacija
Upravno pripada Šikloškoj mikroregiji u Baranjskoj županiji. Poštanski broj je 7811. 

## Promet
Kroz Turon u pravcu sjever-jug prolazi državna cestovna prometnica br. 58.

## Stanovništvo
Turon ima 271 stanovnika (2001.). Mađari su većina. Hrvata je oko 3%, a Nijemaca je 2%. Rimokatolika je 59%, kalvinista je 29%, luterana je 5% te ostalih.

## Znamenitosti
- crkva iz doba Arpadovića

## Vanjske poveznice
- (mađ.) Túrony a Vendégvárón[neaktivna poveznica]
- (mađ.) Légifotók a templomról
- Turon na fallingrain.com